# Liparis loliacea
Liparis loliacea är en orkidéart som beskrevs av Henry Nicholas Ridley. Liparis loliacea ingår i släktet gulyxnen, och familjen orkidéer. Inga underarter finns listade i Catalogue of Life.